# المتحف الزراعي الأذربيجاني
المتحف الزراعي في أذربيجان - (بالأذرية: Azərbaycan Dövlət Kənd Təsərrüfatı Muzeyi) هو متحف خاص بالزراعة في أذربيجان، وواحد من خمسة متاحف في العالم مخصصة للزراعة. مدير المتحف هو ناتيق جوربانوف.

## تاريخ المتحف
تأسس المتحف الزراعي في أذربيجان بمبادرة من مفوض الجمهورية للحكومة والأرض في عام 1923. يقدم المتحف تاريخ التنمية الزراعية في أذربيجان ويعكس حالتها الحالية. يقع المتحف الزراعي في أذربيجان في «المدينة البيطرية» لمنطقة بيناجادي في باكو. ومساحته 500 متر مربع.

## مجموعات المتحف
يحتوي المتحف على أكثر من 10 آلاف قطعة، ويصف أساسًا أدوات الزراعة، سواء التقليدية أو الحديثة. ويضم المتحف أيضًا زواية مخصصة لحسن باي زردابي، والذي يقدم معلومات مفصلة عن جرار «فوردسون» الذي جلبه إلى أذربيجان في عام 1925.